# Point de vue (Genossenschaft)
Point de vue (bis 1994: Videogenossenschaft Basel) ist eine 1979 gegründete Genossenschaft von Videoschaffenden in Basel in der Schweiz.

## Geschichte
Gegründet als „Selbsthilfe- und Dienstleistungsgenossenschaft“ von acht in Journalismus, bildender Kunst und Kunstpädagogik tätigen Kultur- und Filmschaffenden, stand für die Videogenossenschaft Basel die „Produktion, die Vorführung und der Verleih von Videofilmen sowie der Kauf, die gemeinsame Benützung und der Verleih von Videogeräten“ im Vordergrund. Erklärte Ziele waren von Beginn an die „Unterstützung von Selbsthilfeprojekten [...] [, die] Belebung kultureller Aktivitäten [und die] Entwicklung medienpädagogischer Ansätze“.
Die Videogenossenschaft Basel verfolgte als unabhängige, basisdemokratische Organisation einen medienkritischen und medienpädagogischen Ansatz, vergleichbar zu verwandten Initiativen und Videogruppen, wie der MedienOperative Berlin, dem Medienpädagogik Zentrum Hamburg, der Medienwerkstatt Freiburg, Container TV Bern oder dem Videoladen Zürich. Der Einsatz von Video als engagiertem Medium resultierte in Eigenproduktionen und brachte Anliegen der Jugend- und Alternativkultur vor, etwa zu Fragen der Stadtentwicklung, Umweltbewegung und zur Schaffung einer Gegenöffentlichkeit als Reaktion auf das Massenmedium Fernsehen.
1981 zog die Videogenossenschaft in Räume der Kaserne Basel ein, wo auf Initiative des Vereins Kulturwerkstatt Kaserne seit 1980 ein Ort für Kulturprojekte geschaffen worden war, darunter eine Druckerei, Musik- und Theaterprojekte und Veranstaltungsreihen wie die Film- und Videotage der Region Basel. In diesem Kontext der freien Theater-, Tanz- und Performanceszene entstanden Videoaufzeichnungen und -Umsetzungen von Werken Neuer Musik und der darstellenden Künste. In den 1980er Jahren war die Videogenossenschaft Basel an der Gründung der Fachklasse Audiovisuelle Gestaltung an der Schule für Gestaltung Basel und am Videofestival Videowochen im Wenkenpark, das in den 1980er Jahren ein internationales Forum für die Produktion, Präsentation und Diskussion von Video, Installationen und Performances bot, beteiligt. Dadurch konnte sie sich sowohl lokal als auch überregional in den Bereichen Videokunst und -vermittlung vernetzen.
Die ab Mitte der 1980er Jahre entstandenen dokumentarischen Arbeiten fürs Fernsehen stehen im Kontext einer zunehmenden Professionalisierung, die die Neuausrichtung auch anderer Videogruppen hin zu öffentlich gefördertem Dokumentar- und Spielfilm spiegelt. Mit der Umbenennung zu point de vue – audiovisuelle produktionen 1994 ging ein neues Selbstverständnis als professioneller Dienstleister im Bereich Film, Medienkunst und audiovisuelle Projekte einher, wobei die genossenschaftliche Organisationsform beibehalten wurde. Heute wird point de vue von elf Genossenschaftern und Genossenschafterinnen getragen, die sowohl angewandt als auch frei dokumentarisch und künstlerisch mit Bewegtbild arbeiten. Das Ziel von point de vue ist die „Förderung, Realisation, Vermittlung und Verbreitung von Autorenprojekten mit künstlerisch und gesellschaftlich relevantem Inhalt“.

## Produktionen (Auswahl)
- 1979: Wegbeschreibung[7]
- 1984: Klassentreffen
- 1984: Beuys und Nägeli
- 1987: Destination zero
- 1988: Drama
- 1990: Vom Fortschritt
- 1991: Unter einem Dach
- 1993: Propaganda Fide
- 1995: Moskau-Journal
- 1998: Kameras statt Kanonen
- 2002: hacienda del teatro
- 2003: Inland-Archiv[8]
- 2004: Gadis Nahostkonflikt
- 2006: Trophäen der Zeit
- 2007: Der wilde Weisse
- 2009: Trudi Gerster – die Märchenkönigin
- 2011: Fritz Hauser – Klangwerker
- 2011: Niklaus Troxler – Jazz in Willisau
- 2013: Wir von da oben
- 2013: Der Weiss Code
- 2015: Offside Istanbul
- 2019: Kopf oder Zahl